# Farinographe

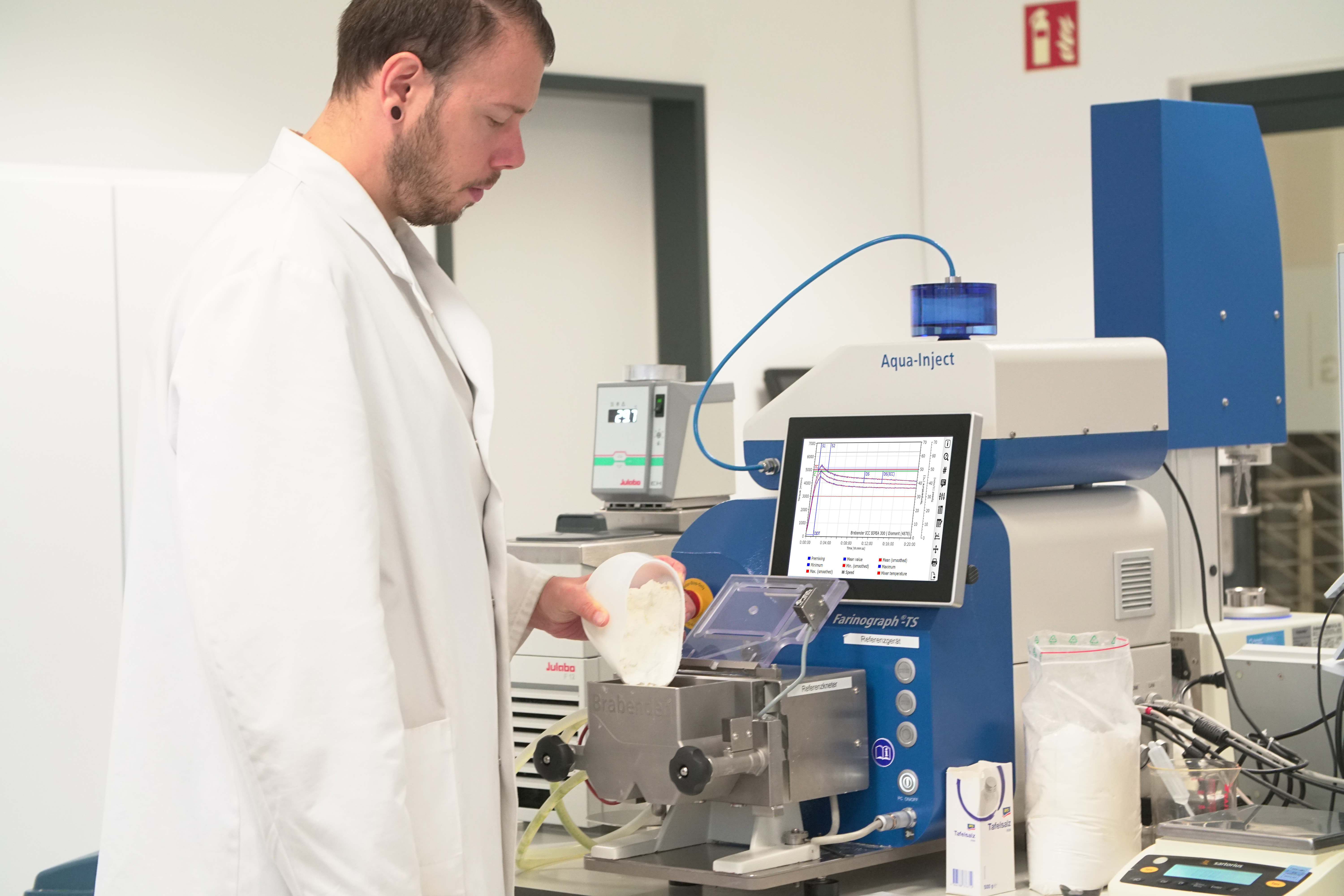
Farinographe TS et Aqua-Inject

Le farinographe est un appareil permettant de mesurer « la capacité d’absorption de l’eau et des caractéristiques de malaxage des farines de blé, en fonction du temps ».
Cet appareil est composé principalement d'un pétrin enregistreur qui va permettre de mesurer le couple de rotation pendant le pétrissage d'une pâte.
Le farinogramme (courbe obtenue pendant la mesure) traduit la valeur de la résistance que la pâte oppose à la rotation des fraseurs en fonction du temps. Cette résistance est appelée consistance et est évaluée en unité de farinographe (UF ou FU). Elle peut aussi être évaluée en unité Brabender (UB).

## Histoire
Le concept du farinographe a été développé par le chimiste agricole hongrois Jenő Hankóczy au début du XXe siècle. En 1905, il a présenté le farinomètre, un appareil permettant de mesurer la force et l'extensibilité du gluten.
En 1912, il avait perfectionné la conception pour inclure l'absorption d'eau et l'évaluation de la consistance de la pâte, principes fondamentaux qui ont jeté les bases des tests rhéologiques modernes.
Alors que le farinographe fut industrialisé et commercialisé en 1928 par Carl Wilhelm Brabender en Allemagne, les innovations antérieures de Hankóczy ont fourni la base scientifique de son développement.

## Description
Cet appareil est constitué : 
- d'une cuve de pétrissage dans laquelle deux fraseurs horizontaux tournent en sens inverse et pétrissent la pâte principalement dans la partie centrale.

- d'un moteur qui assure la rotation d'un axe comprenant, à son extrémité, un engrenage entrainant un système dynamométrique oscillant sur lequel vient se placer l'axe de rotation d'un fraseur. L'autre extrémité du moteur est fixée à une rotule mobile qui permet la mise en balance du système, qui réagit aux variations de résistance de la pâte sur le fraseur.

- d'un enregistreur mécanique dont le déplacement permet d'obtenir une courbe, le farinogramme (figure 2), représentant la variation de résistance de la pâte au cours d'un pétrissage.

## Protocole
Les mesures peuvent être réalisées à partir d'un pétrin contenant 50 g ou 300 g de farine.
En début de pétrissage, la quantité d'eau distillée à ajouter est déterminée pour obtenir une consistance de 500 UF ou 500 UB. L'opération doit durer 25 secondes au maximum.
La connaissance de l'hydratation de la farine permet, dans un deuxième essai, de conduire un pétrissage complet et d'enregistrer certains paramètres. Si la consistante de départ est constante, elle évolue différemment en fonction des farines au cours du pétrissage.

## Interprétations des mesures
La mesure se fait à une consistance constante de pâte en début d'analyse. Pour cela, il est nécessaire de déterminer préalablement la quantité d'eau nécessaire pour obtenir ce niveau de fermeté.
Si la consistance de départ est constante, elle évoluera différemment en fonction des farines au cours du pétrissage.
On peut donc apprécier sur la courbe : 
- la période de stabilité (en minutes) de cette consistance, forme de tolérance de la pâte à l'action mécanique ;

- l'intensité de son affaiblissement (en UB ou UF) pour une durée de pétrissage fixée à 12 minutes après le début de la formation de la pâte (phase de développement).

Ces valeurs peuvent être corrélées avec le comportement de la pâte au pétrissage en boulangerie. Cette étape étant très importante dans le processus de panification, le farinographe apporte donc des informations intéressantes dans le jugement de la qualité des farines.
| Appréciation | Hydratation (%) | Stabilité (min) | Affaiblissement (UB ou UF) |
| ------------ | --------------- | --------------- | -------------------------- |
| Insuffisant  | < 50            | < 2             | > 100                      |
| Moyen        | 50-55           | 2-4             | 50-100                     |
| Bon          | 55-60           | 4-10            | 20-50                      |
| Très bon     | > 60            | > 10            | < 20                       |